# Бор (Вындиноостровское сельское поселение)
Бор — деревня в Вындиноостровском сельском поселении Волховского района Ленинградской области.

## История
На карте Санкт-Петербургской губернии Ф. Ф. Шуберта 1834 года упоминается деревня Бор, состоящая из 64 крестьянских дворов.

БОР — деревня принадлежит генерал-лейтенанту Шкурину, число жителей по ревизии: 175 м. п., 175 ж. п. (1838 год)

На карте профессора С. С. Куторги 1852 года отмечена деревня Бор из 64 дворов.

БОР — деревня наследников генерал-лейтенанта Шкурина, по просёлочной дороге, число дворов — 16, число душ — 38 м. п. (1856 год)

БОР — деревня владельческая при реке Волхове и колодцах, число дворов — 137, число жителей: 137 м. п., 173 ж. п.; Часовня православная. Молельня раскольническая. Ярмарка.

ЗАПОЛЕК (БОР) — деревня казённая при реке Волхове и колодцах, число дворов — 3, число жителей: 3 м. п., 2 ж. п. (1862 год)

В конце XIX века деревня административно относилась к Михайловской волости 1-го стана Новоладожского уезда Санкт-Петербургской губернии, в начале XX века — 2-го стана.
По данным «Памятной книжки Санкт-Петербургской губернии» за 1905 год в Боровское сельское общество входили деревни Бор и Бор-Заполек.

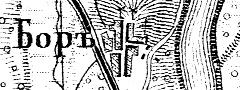
Деревня Бор на карте 1915 года

Согласно военно-топографической карте Петроградской и Новгородской губерний издания 1915 года в деревне были две ветряные мельницы.
8 марта 1907 года в деревне была зарегистрирована Борская старообрядческая община во имя Святых-бессребреников Космы и Дамиана. Община относилась к поморскому согласию.
С 1917 по 1919 год село Бор входило в состав Боровского сельсовета Михайловской волости Новоладожского уезда.
С 1919 года в составе Пролетарской волости.
С 1923 года в составе Порожского сельсовета Волховского уезда.
С 1924 года в составе Морозовского сельсовета.
Согласно данным переписи населения СССР 1926 года в деревне Бор проживали 358 человек — большинство русские, а также украинцы.
С 1927 года в составе Волховского района.
С 1928 года вновь в составе Порожского сельсовета.
По данным 1933 года село Бор входило в состав Порожского сельсовета Волховского района.
В 1939 году население села Бор составляло 399 человек.

План деревни Бор. 1941 год

Согласно топографической карте РККА 1941 года деревня насчитывала 76 дворов.
В 1942 году в деревне была утрачена церковь Димитрия Солунского, единоверческая, деревянная, 1902—1905 года постройки.
С 1958 года в составе Волховского сельсовета. В 1958 году население села Бор составляло 168 человек.
По данным 1966, 1973 и 1990 годов деревня Бор также входила в состав Волховского сельсовета.
В 1997 году в деревне Бор Вындиноостровской волости проживали 93 человека, в 2002 году — 80 человек (русские — 99 %).
В 2007 году в деревне Бор Вындиноостровского СП — 69 человек.

## География
Деревня расположена в юго-западной части района на левом берегу реки Волхов, на автодороге 41А-006 (Зуево — Новая Ладога).
Расстояние до административного центра поселения — 4 км.
Близ деревни проходит железнодорожная линия Волховстрой I — Чудово и находятся остановочные пункты: платформа 10 км, платформа 11 км. Расстояние до железнодорожной платформы Гостинополье — 3 км.

## Демография
| 1862 | 2002 | 2007 | 2010 | 2017 |
| ---- | ---- | ---- | ---- | ---- |
| 310  | ↘80  | ↘69  | ↗81  | →81  |

### Национальный состав
Согласно данным Всероссийской переписи населения 2021 года в деревне проживали 107 человек, из них:
 русские — 100, таджики — 2, армяне — 1, другие национальности — 2 человека, остальные национальность не указали.

## Улицы
Дачная, Прибрежная, Речная, Светлановская.